# Labertaler Heil- und Mineralquellen
Die Labertaler Heil- und Mineralquellen Getränke Hausler GmbH ist ein familiengeführter, mittelständischer Mineralbrunnenbetrieb in Schierling in der Oberpfalz.
Neben der Förderung von natürlichem Mineralwasser stellt das Unternehmen Erfrischungsgetränke her und führt ein Handelswarensortiment.

## Geschichte
Der erste Vorläufer des Unternehmens, die Firma Hausler, wurde im Dezember 1949 gegründet, zunächst produzierte und verkaufte Hausler Limonaden und betrieb eine Kohlenhandlung in Schierling. Am 1. Dezember 1964 trat Adolf Schweiger in das Unternehmen Hausler ein. Zu diesem Zeitpunkt war der Gegenstand des Unternehmens um den Handel mit Bier und Bierspezialitäten sowie Wein und Spirituosen erweitert. Der Kohlenhandel wurde 1969 eingestellt.
Am 26. November 1970 wurde der erste Getränkefachmarkt des Unternehmens Hausler in Landshut eröffnet. Ein Neubau im Schierlinger Gewerbegebiet wurde 1976 zum neuen Firmensitz. Im Januar 1979 wurde die Getränke Hausler GmbH gegründet.
In der Folge begann die Produktion der Eigenmarke „Hauli“. Im Juni 1986 wurden unweit des Schierlinger Firmensitzes drei Brunnen in die Tiefen von 147, 405 und 503 Meter niedergebracht. Mit der Anerkennung 1988 als „natürliches Mineralwasser“ wurde mit der Förderung und Vermarktung des Mineralwassers aus dem Stephanie-Brunnen begonnen. Zu diesem Zeitpunkt wurde die Firma „Getränke Hausler GmbH“ umgewandelt in „Labertaler Mineralquellen Getränke Hausler GmbH“. 1993 folgte die Einführung des Mineralwassers vom Sebastiani-Brunnen. 1994 wurde der St.-Sebastian-Brunnen vom Bundesgesundheitsamt in Berlin als Heilwasser zugelassen.
Seit 1. Juli 1995 leitet Lilo Sillner in der 3. Generation das Unternehmen. Am 26. Juli 1999 wurde eine neue Mehrwegglas-Abfüllanlage in Betrieb genommen. Eine PET-Abfüllanlage wurde im März 2001 zur Ergänzung der Glas-Fülllinie aufgestellt. Vier Monate später begann Frank Sillner als Geschäftsführer.

## Auszeichnungen
- Im März 2016 wurde Labertaler Stephanie Brunnen Naturell von Ökotest im Gesamturteil von gut (2013) auf sehr gut hochgestuft, nachdem es nur noch in Glas-Mehrwegflaschen erhältlich war.[3] 2020 wird dieses Mineralwasser auch in PET-Flaschen angeboten.[4]